# Голубка, Юрий Петрович
Ю́рий Петро́вич Голу́бка (укр. Юрій Петрович Голубка; род. 31 мая 1996, Николаев, Львовская область) — украинский футболист, полузащитник

## Игровая карьера
Родился в Николаеве Львовской области в семье футболиста Петра Голубки. Занимался футболом в школе-интернате в селе Стрелки. Оттуда был приглашён на просмотр в харьковский «Металлист», в составе которого впоследствии играл более 5 лет. Далее играл за «молодёжку» донецкого «Шахтёра». По словам самого футболиста, когда он перешёл в расположение «горняков», то немало забивал на тренировочных сборах, отмечался забитыми мячами за «Шахтёр» в чемпионате Украины U-21, но реализовать себя ему помешала травма. Впоследствии на правах аренды перешёл в ровенский «Верес», играл в любительской лиге Польши, грузинском «Зугдиди» и азербайджанском «Хазаре» (по другим данным — «Шувеляне»).
После возвращения на Украину играл в «Калуше» сначала в любительском чемпионате, где, по мнению обозревателей портала Sportarena.com, хорошо гармонировал с коллегами по группе атаки. В пяти матчах любительского чемпионата забил четыре мяча. Также удачно отыграл Кубковый матч. Отвечал в команде за обострение, постоянно передвигался в поисках мяча и реагировал на акцентированные передачи. Затем — во второй лиге тот же портал Sportarena.com называл его «надеждой» «Калуша». В конце 2018 года по обоюдному согласию сторон расторг контракт с калушским клубом, после чего от руководства и главного тренера Руслана Брунца получил предложение перейти в «Демню». Не имея других вариантов, футболист продолжил карьеру на любительском уровне.
В августе 2019 года присоединился к эстонской команде «Нарва-Транс». Имея проблемы с отзаявкой из прошлой команды, Юрий слишком поздно стал свободным агентом, поэтому не смог дозаявиться в летнее трансферное окно. Из-за этого первые полгода с командой только тренировался.
Летом 2020 года стал игроком латвийской «Елгавы». В высшем дивизионе чемпионата Латвии дебютировал 16 июня 2020 года в игре с клубом «Тукумс 2000», заменив на 66-й минуте Никиту Ивановса. Спустя 17 минут с передачи другого украинца Юрия Захаркива забил свой первый и единственный гол за «Елгаву».
Далее играл в любительских клубах и во второй лиге Украины за МФК «Николаев».